# Río Taurion
El río Taurion es un río del noroeste de Francia, que atraviesa los departamentos de Creuse y de la Haute-Vienne. Es un afluente del río Vienne por la orilla derecha, a su vez afluente del río Loira. 
- Datos: Q1684604
- Multimedia: Taurion / Q1684604